# John Powell
John Powell (Londra, 18 settembre 1963) è un compositore britannico.
Noto soprattutto come autore di numerose colonne sonore di film di successo, il suo stile compositivo fonde gli strumenti orchestrali tradizionali ai più moderni suoni sintetizzati.

## Biografia
Powell comincia studiando violino, prima d'iscriversi al London's Trinity College of Music. Dopo aver intrapreso la via del jazz e del rock con la band soul The Fabulistics, intraprende la carriera di compositore per spot pubblicitari, grazie alla quale diventerà assistente del compositore Patrick Doyle in alcune sue produzioni cinematografiche, fra cui Molto rumore per nulla.
Nel 1995 è tra i fondatori della Independently Thinking Music, che produce la colonna sonora per oltre 100 spot televisivi e film indipendenti, in Francia e Gran Bretagna.
Nel 1997 si trasferisce negli Stati Uniti, dove raggiunge grande successo per le colonne sonore di commedie (Amore estremo - Tough Love, Mi chiamo Sam), di film d'animazione (Robots, Shrek, Galline in fuga - questi ultimi due titoli composti insieme a Harry Gregson-Williams -, L'era glaciale 2 - Il disgelo, Happy Feet, Ortone e il mondo dei Chi, Kung Fu Panda - in collaborazione con Hans Zimmer, Bolt - Un eroe a quattro zampe), di thriller e film d'azione (Evolution, The Bourne Identity, The Bourne Supremacy, The Bourne Ultimatum ,  Paycheck, X-Men - Conflitto finale, The Italian Job, Hancock).
La partecipazione a numerose produzioni di grande successo commerciale ha rapidamente consentito a Powell di diventare uno dei compositori più richiesti e pagati di Hollywood.
Al tempo stesso il sobrio e riguardoso commento musicale al film United 93, per la regia di Paul Greengrass, dedicato alle vittime dell'11 settembre 2001, ha raccolto molte recensioni positive, dimostrando la versatilità del musicista e la sua particolare sensibilità artistica, adatta ad affrontare temi profondamente differenti tra loro. Un approccio analogo, per il misurato dosaggio della componente musicale, è stato utilizzato da Powell per il film Stop-Loss diretto nel 2008 da Kimberly Peirce.
Powell si è anche occupato della serie d'animazione L'Era glaciale, lavorando nel secondo L'era glaciale 2 - Il disgelo, nel terzo L'era glaciale 3 - L'alba dei dinosauri e nel quarto capitolo L'era glaciale 4 - Continenti alla deriva.
Nel 2007, con la colonna sonora di The Bourne Ultimatum, ha completato la trilogia di film liberamente tratti dagli omonimi romanzi di Robert Ludlum, ancora una volta in collaborazione con il regista inglese Paul Greengrass, autore anche della seconda pellicola della serie. Avendo potuto lavorare su tutti e tre i film, il compositore ha potuto sviluppare un discorso musicale continuativo, supportando le ormai celebri vicende dell'agente segreto smemorato con una serie di idee tematiche, ora intense e malinconiche, ora più elaborate ed adrenaliniche, che vengono ampliate e fatte evolvere, soprattutto sul piano della strumentazione e della timbrica, pellicola dopo pellicola, fino a sottolineare con pregevole intensità emotiva lo scioglimento conclusivo della saga.
Sempre nel 2007 il compositore ha scritto le musiche per la commedia sentimentale P.S. I Love You. L'anno seguente è stato molto prolifico, con i film d'azione Jumper - Senza confini e Hancock, i film d'animazione Ortone e il mondo dei Chi e Bolt - Un eroe a quattro zampe e il dramma Stop-Loss. 
Nel 2010 ha composto le musiche del thriller spionistico Green Zone, che riunisce al musicista sia il regista (Paul Greengrass), sia il protagonista (Matt Damon) della premiata saga dedicata a Jason Bourne.
La sua partitura per How to Train Your Dragon: Music from the Motion Picture, colonna sonora del film Dragon Trainer del 2010, in cui ha sapientemente fuso la tradizione sinfonica occidentale con elementi nordici e celtici, gli ha valso la sua prima nomination al Premio Oscar come miglior colonna sonora originale nel 2011.
Nell'aprile 2014, dopo aver completato le musiche per Dragon Trainer 2, ha manifestato in un'intervista per il periodico Variety l'intenzione di prendersi una pausa dalla musica da film per dedicarsi alla composizione di musica da concerto, tra cui un oratorio in commemorazione del centenario della prima guerra mondiale.  L'oratorio, intitolato "A Prussiam Requiem", ha debuttato il 6 marzo 2016 alla Royal Festival Hall di Londra, con la Philharmonia Orchestra diretta da José Serebrier.
Nel 2018 compone la colonna sonora di Solo: A Star Wars Story in collaborazione con John Williams, che firma il tema musicale del protagonista.

## Filmografia

### Cinema
- Face/Off - Due facce di un assassino (Face/Off), regia di John Woo (1997)
- Endurance, regia di Leslie Woodhead e Bud Greenspan (1998)
- With Friends Like These..., regia di Philip Frank Messina (1998)
- Z la formica (Antz), regia di Eric Darnell e Tim Johnson (1998) (con Harry Gregson-Williams)
- Piovuta dal cielo (Forces of Nature), regia di Bronwen Hughes (1999)
- Chill Factor - Pericolo imminente (Chill Factor), regia di Hugh Johnson (1999) (con Hans Zimmer)
- La strada per El Dorado (The Road to El Dorado), regia di Bibo Bergeron e Don Paul (2000) (con Hans Zimmer)
- Galline in fuga (Chicken Run), regia di Peter Lord e Nick Park (2000) (con Harry Gregson-Williams)
- L'ultimo guerriero (Just Visiting), regia di Jean-Marie Poiré (2001)
- Shrek, regia di Andrew Adamson e Vicky Jenson (2001) (con Harry Gregson-Williams)
- Evolution, regia di Ivan Reitman (2001)
- Rat Race, regia di Jerry Zucker (2001)
- Mi chiamo Sam (I Am Sam), regia di Jessie Nelson (2001)
- D-Tox, regia di Jim Gillespie (2002)
- The Bourne Identity, regia di Doug Liman (2002)
- Drumline - Tieni il tempo della sfida (Drumline), regia di Charles Stone III (2002)
- Pluto Nash (The Adventures of Pluto Nash), regia di Ron Underwood (2002)
- Two Weeks Notice - Due settimane per innamorarsi (Two Weeks Notice), regia di Marc Lawrence (2002)
- Ho rapito Sinatra (Stealing Sinatra), regia di Ron Underwood (2003)
- Agente Cody Banks (Agent Cody Banks), regia di Harald Zwart (2003)
- The Italian Job, regia di F. Gary Gray (2003)
- Amore estremo - Tough Love (Gigli), regia di Martin Brest (2003)
- Paycheck, regia di John Woo (2003)
- The Bourne Supremacy, regia di Paul Greengrass (2004)
- Mr. 3000, regia di Charles Stone III (2004)
- Alfie, regia di Charles Shyer (2004)
- Be Cool, regia di F. Gary Gray (2005)
- Robots, regia di Chris Wedge e Carlos Saldanha (2005)
- Mr. & Mrs. Smith, regia di Doug Liman (2005)
- L'era glaciale 2 - Il disgelo (Ice Age: The Meltdown), regia di Carlos Saldanha (2006)
- United 93, regia di Paul Greengrass (2006)
- X-Men - Conflitto finale (X-Men: The Last Stand), regia di Brett Ratner (2006)
- Happy Feet, regia di George Miller (2006)
- The Bourne Ultimatum - Il ritorno dello sciacallo (The Bourne Ultimatum), regia di Paul Greengrass (2007)
- P.S. I Love You, regia di Richard LaGravenese (2007)
- Jumper - Senza confini (Jumper), regia di Doug Liman (2008)
- Ortone e il mondo dei Chi (Horton Hears a Who!), regia di Jimmy Hayward e Steve Martino (2008)
- Stop-Loss, regia di Kimberly Peirce (2008)
- Kung Fu Panda, regia di Mark Osborne e John Stevenson (2008) (con Hans Zimmer)
- Hancock, regia di Peter Berg (2008)
- Bolt - Un eroe a quattro zampe (Bolt), regia di Chris Williams e Byron Howard (2008)
- L'era glaciale 3 - L'alba dei dinosauri (Ice Age: Dawn of the Dinosaurs), regia di Carlos Saldanha e Mike Thurmeier (2009)
- Green Zone, regia di Paul Greengrass (2010)
- Dragon Trainer (How to Train Your Dragon), regia di Chris Sanders e Dean DeBlois (2010)
- Fair Game - Caccia alla spia (Fair Game), regia di Doug Liman (2010)
- Innocenti bugie (Knight and Day), regia di James Mangold (2010)
- Milo su Marte (Mars Needs Moms), regia di Simon Wells (2011)
- Rio, regia di Carlos Saldanha (2011)
- Kung Fu Panda 2, regia di Jennifer Yuh Nelson (2011) (con Hans Zimmer)
- Happy Feet 2 (Happy Feet Two), regia di George Miller (2011)
- Lorax - Il guardiano della foresta (The Lorax), regia di Chris Renaud e Kyle Balda (2012)
- L'era glaciale 4 - Continenti alla deriva (Ice Age: Continental Drift), regia di Steve Martino e Mike Thurmeier (2012)
- Rio 2 - Missione Amazzonia (Rio 2), regia di Carlos Saldanha (2014)
- Dragon Trainer 2 (How to Train Your Dragon 2), regia di Dean DeBlois (2014)
- Pan - Viaggio sull'isola che non c'è (Pan), regia di Joe Wright (2015)
- Jason Bourne, regia di Paul Greengrass (2016) (con David Buckley)
- Ferdinand, regia di Carlos Saldanha (2017)
- Solo: A Star Wars Story, regia di Ron Howard (2018)
- Dragon Trainer - Il mondo nascosto (How to Train Your Dragon: The Hidden World), regia di Dean DeBlois (2019)
- Il richiamo della foresta (The Call of the Wild), regia di Chris Sanders (2020)
- Locked Down, regia di Doug Liman (2021)
- Don't Worry Darling, regia di Olivia Wilde (2022)[3]
- Still: A Michael J. Fox Movie, regia di Davis Guggenheim - documentario (2023)
- Prendi il volo (Migration), regia di Benjamin Renner (2023)
- Thelma l'unicorno (Thelma the Unicorn), regia di Jared Hess e Lynn Wang (2024)
- Wicked, regia di John M. Chu (2024)
- Quel Natale (That Christmas), regia di Simon Otto (2024)
- Dragon Trainer (How to Train Your Dragon), regia di Dean DeBlois (2025)
- Wicked - Parte 2 (Wicked: For Good), regia di Jon M. Chu (2025)